# La La Land (película)
La La Land (titulada: La ciudad de las estrellas: La La Land en España, La La Land: Una historia de amor en México y Centroamérica y La La Land: Ciudad de sueños en Sudamérica) es una película dramática y musical estadounidense de 2016, escrita y dirigida por Damien Chazelle, y protagonizada por Emma Stone y Ryan Gosling, una aspirante a actriz y un pianista de jazz que se conocen y enamoran en Los Ángeles, California. Se estrenó en Estados Unidos el 9 de diciembre de 2016 por Summit Entertainment, es una versión moderna de los musicales hollywoodienses.
El reparto de la película también incluye a J. K. Simmons, Finn Wittrock, John Legend y Rosemarie DeWitt. Tuvo su premier mundial en la 73.ª edición del Festival de Venecia, que se llevó a cabo del 31 de agosto al 10 de septiembre del 2016. Ha sido elogiada por el público y la crítica siendo nominada a varios premios destacando los Globo de Oro donde ganó las 7 categorías a las que estaba nominada (mejor película - Comedia o musical, director, actor y actriz de comedia o musical, guion, banda sonora y canción original), convirtiéndola en la película más premiada de la historia de los Globo de Oro, superando a One Flew Over the Cuckoo's Nest que logró llevarse 6 premios en 1975. La película fue nominada a 14 premios Óscar, convirtiéndose en la película con más candidaturas al Óscar junto con Titanic y All About Eve, en los 89.os Premios Óscar, alzándose finalmente con los de mejor director (Chazelle), mejor diseño de producción, mejor cinematografía, mejor canción original, mejor banda sonora y mejor actriz (Stone). Durante la ceremonia, se la anunció erróneamente como la ganadora del Óscar a mejor película, pero a los pocos segundos se conoció un error por parte de los presentadores. Finalmente, la ganadora fue Moonlight.
Al entregar el premio a mejor película se desató la controversia al anunciarse por error que La La Land era la ganadora en dicha categoría. Cuando los productores de la película musical estaban en el escenario dando sus discursos de agradecimiento, se interrumpió para anunciar y rectificar el error, siendo Moonlight la verdadera ganadora. El hecho provocó una repercusión mediática mundial dado que se trató de la segunda equivocación al entregarse la estatuilla en los 89 años de historia de los premios.
Ha recaudado más de 400 millones de dólares en todo el mundo, contando con un presupuesto de producción de 30 millones de dólares.

## Sinopsis
La película cuenta la historia de Mia, una empleada de una cafetería que aspira a ser actriz y Sebastian, un pianista de jazz desempleado con grandes ambiciones. A pesar de sus diferencias y sus distintas personalidades, gracias a una serie de acontecimientos sus caminos acabarán cruzándose.

## Argumento
Atrapada en el tráfico de una autopista de Los Ángeles ("Another Day of Sun"), Mia Dolan, una aspirante a actriz, tiene un momento de furia con Sebastian Wilder, un pianista de jazz. La posterior audición de Mia va mal. Esa noche, las compañeras de piso de Mia la llevan a una fiesta lujosa en las colinas de Hollywood ("Someone in the Crowd"). Ella camina a casa después de que su coche se lo llevara la grúa.
Al mismo tiempo, durante un concierto en un restaurante, Sebastian  hace una apasionada improvisación de jazz a pesar de las advertencias del dueño de ceñirse al repertorio establecido. Mia escucha la música cuando pasa por ahí ("Mia and Sebastian's Theme"). Movida por ello, entra en el restaurante y lo ve. Sebastián es despedido, por lo que se marcha furioso. A medida que se va, Mia intenta felicitarlo, pero él la aparta bruscamente.
Meses después, Mia se encuentra con Sebastian en una fiesta donde toca en una banda de pop de los años 80s; Ella se burla de él pidiendo "Ran (So Far Away)", una canción que considera un insulto para "un músico serio". Después del concierto, los dos caminan a sus coches, lamentándose mutuamente a pesar de la química entre ellos ("A Lovely Night").
Mia le muestra a Sebastian el lugar donde ella trabaja como barista, que es en un set de grabación, explicando su pasión por actuar. Sebastian lleva a Mia a un club de jazz, describiendo su pasión por el jazz y el deseo de abrir su propio club. Se animan entre sí ("Ciudad de las Estrellas"). Sebastian invita a Mia a una proyección de Rebelde sin causa; Mia acepta, olvidando un compromiso con su actual novio. Durante la cita con su novio, Mia recuerda que Sebastian lucha porque el jazz no sea un género que suena en los restaurantes pero nadie le pone atención. Eso la lleva a escuchar la pieza con la que conoció a Sebastián en la radio del restaurante. En ese momento, corre al teatro, encontrando a Sebastian mientras la película comienza. Los dos terminan su velada con una danza romántica en el Observatorio Griffith ("Planetarium").
Después de más audiciones fallidas, Mia decide, a sugerencia de Sebastian, escribir una obra de una sola mujer. Sebastian comienza a actuar regularmente en un club de jazz ("Summer Montage"), y los dos se van a vivir juntos. El excompañero de Sebastian, Keith, lo invita a ser el tecladista de su banda de jazz de fusión, con un ingreso económico constante. Consternado por el estilo pop de la banda, Sebastian firma sin embargo después de escuchar a Mia tratando de convencer a su madre de que Sebastian está trabajando en su carrera. Mia asiste a uno de sus conciertos ("Start a Fire") pero está preocupada, sabiendo que Sebastian no disfruta de la música de su banda.
Durante la primera gira de la banda, Mia y Sebastian discuten. Ella lo acusa de abandonar sus sueños, mientras que él dice que le gustaba más a ella cuando no tenía éxito, con lo que Mia se va enfadada. Sebastian se pierde la obra de Mia debido a una sesión de fotos que había olvidado. La obra es un desastre: pocas personas asisten y Mia escucha comentarios despectivos. Desesperada, se muda de regreso a la casa de sus padres en Boulder City, Nevada.
Sebastián recibe una llamada de un director de casting, que asistió a la obra de Mia, invitándole a una audición de cine. Sebastian conduce a Boulder City y persuade a Mia a asistir. Los directores de casting le piden a Mia que cuente una historia. Ella canta sobre su tía que la inspiró a seguir actuando ("Audition (The Fools Who Dream)"). Sebastián la anima a aprovechar esa oportunidad. Ellos profesan que siempre se amarán, pero que no saben de su futuro.
Cinco años más tarde, Mia es una actriz famosa y felizmente casada con otro hombre, con quien tiene una hija. Una noche, la pareja tropieza con un bar de jazz. Al notar el logotipo de "Seb's" que había diseñado una vez, Mia se da cuenta de que Sebastian ha abierto su club, y se ven. Él toca su tema de amor y los dos imaginan lo que podría haber sido su relación y que funcionaba perfectamente ("Epilogue"). Antes de que Mia salga con su marido, ella comparte una sonrisa con Sebastian.

## Reparto
- Ryan Gosling como Sebastian Wilder.[12]
- Emma Stone como Mia Dolan.[12]
- John Legend como Keith.[13]
- J.K. Simmons como Bill.[14]
- Finn Wittrock como Greg Earnest.[15]
- Sonoya Mizuno como Caitlin.[16]
- Jessica Rothe como Alexis.[16]
- Callie Hernandez como Tracie.[16]
- Jason Fuchs como Carlo.[17]
- Rosemarie DeWitt como Laura Wilder.[18]
- Meagen Fay como Mamá de Mia.[19]
- Tom Everett Scott como David.
- Damon Gupton como Harry.
- Josh Pence como Josh.
- Anna Chazelle como Sarah.

## Producción

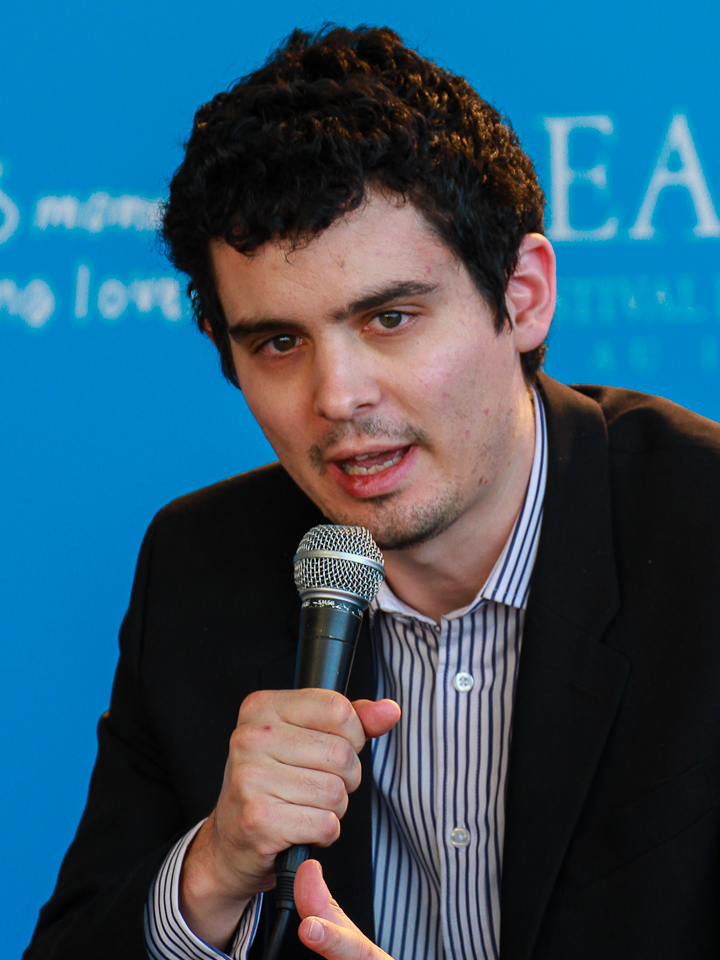
Damien Chazelle, director y guionista de la película.

El proyecto fue anunciado por primera vez el 5 de junio de 2014, cuando se informó que Miles Teller y Emma Stone estaban en conversaciones para unirse a la película de la comedia musical La La Land con el director-guionista de Whiplash, Damien Chazelle, que también dirigió la película basada en su propio guion. La película trata sobre un pianista de jazz, Sebastian, y una actriz, Mia, que se enamoran entre sí en Los Ángeles. Jordan Horowitz se fijó para producir la película por medio de Gilbert Films, y Fred Berger por su propia productora Impostor Pictures, mientras que Lionsgate se ocuparía de la distribución interna de la película. Justin Hurwitz se reunió con el director para componer la música para la película.
El 14 de abril de 2015, se anunció que Ryan Gosling y Emma Stone estaban en conversaciones para unirse a la película de los papeles principales, mientras que se reveló que el guion fue escrito antes de la película Whiplash. El 30 de abril, ambos actores Gosling y Stone fueron confirmados para los papeles principales. El 8 de julio de 2015, se informó que Jessica Rothe, Sonoya Mizuno y Callie Hernandez se añadieron a la película para interpretar a las compañeras de piso del personaje de Stone. El 10 de julio de 2015, The Hollywood Reporter confirmó que J. K. Simmons firmó para reunirse con su director de Whiplash, en la película musical interpretaría el papel del jefe de Sebastian. El mismo día, THR también informó que Finn Wittrock se había unido a la película para interpretar el papel de Greg, mientras que los productores de la película serían Berger, Gary Gilbert, Horowitz y Marc E. Platt. El 4 de agosto de 2015, Rosemarie DeWitt firmó un contrato para protagonizar la película interpretando a la hermana de Sebastian. El mismo día, John Legend también se unió al elenco. El 10 de agosto de 2015, Meagen Fay se unió a la película para interpretar a la madre del personaje de Stone. El 11 de agosto de 2015, Jason Fuchs firmó para interpretar a Carlo, un guionista que impacta en el carácter de la actriz de Stone.

### Reparto
Emma Stone interpreta a Mia, una aspirante a actriz que a su vez, está trabajando como camarera en una cafetería en la Warner Bros. Existen muchas personas encargadas de servir café en medio de las audiciones. Stone comenta su amor por las películas musicales desde que tenía 8 años, además, su película favorita es "Luces de la Ciudad" de Charlie Chaplin, comedia romántica de 1931. Stone estudió ballet desde pequeña, asistía a varios cursos de enseñanzas, y se trasladó finalmente a Hollywood a la edad de 15 años con su madre. Ella y su madre debieron luchar constantemente para conseguir al menos una audición, pero a menudo eran rechazadas después de cantar o decir alguna línea. Stone había pasado por muchas experiencias en su vida real, esto la llevó a una gran interpretación similar al de su personaje en la película, algunas experiencias de las cuales fueron añadidas a esta. 
Ryan Gosling interpreta el personaje de Sebastián, un pianista de jazz que se gana la vida tocando en fiestas de cócteles en bares de mala muerte, y tiene sueños de abrir su propio club y convertirse en músico famoso. Al igual que Emma Stone, Gosling también contó sus propias experiencias de audición que le habían sucedido en la vida real. El guionista, Chazelle, se reunió con Gosling en un bar cerca de la casa de este último en Hollywood Hills, cuando Gosling estaba a punto de comenzar el rodaje de The Big Short. Él dijo que Gosling y Stone "Se sienten como lo más parecido que tenemos en estos momentos a una antigua pareja de Hollywood", similar a Spencer Tracy y Katharine Hepburn, Fred Astaire y Ginger Rogers, y Myrna Loy y William Powell. La película marcó la tercera colaboración entre Gosling y Stone, después de Crazy, Stupid, Love (2011) y Gangster Squad (2013). Chazelle les preguntó a ambos acerca de sus desastres en las audiciones. Ambos aprendieron a cantar y bailar durante seis temas originales de la película. Sus personajes tienen diferentes maneras de mirar el arte - Sebastián cree que si es grande, no importa si alguien le gusta, mientras que Mia cree que ella es el arte y solo necesita una audiencia.
Finalmente, el resto del elenco de la película; J.K. Simmons, Sonoya Mizuno, Jessica Rothe, Callie Hernandez, Finn Wittrock, Rosemarie DeWitt, Tom Everett Scott, Josh Pence y John Legend se dieron a conocer entre julio y agosto de 2015.
Inicialmente, Miles Teller y Emma Watson fueron los considerados para interpretar a los personajes principales. Watson renunció finalmente para comprometerse a trabajar con la nueva edición de la Bella y la Bestia. Teller partió a través de las negociaciones. Después, Chazelle decidió otorgar los papeles principales a otros actores.

### Rodaje
El rodaje de la película comenzó el 10 de agosto de 2015 en Los Ángeles. Más tarde, Gosling y Stone fueron vistos en el set durante el rodaje.
El guionista y director, Chazelle, quería que Los Ángeles fuera el lugar originario de su película, comentando que "hay algo muy poético sobre la ciudad en mi opinión, de una ciudad que se construye por las personas con estos sueños poco realistas y las personas que de alguna manera sólo hay que poner todo en la línea de esto". Desde el principio, Chazelle quería números musicales de la película, que se filme de "pies a cabeza", utilizando diversos estilos, pantalla ancha CinemaScope, y llevaron a cabo en una sola toma, como los de las obras de Ginger Rogers y Fred Astaire. El rodaje de la película comenzó oficialmente en la ciudad el 10 de agosto de 2015, y el rodaje se llevó a cabo en más de 60 ubicaciones en la ciudad de Los Ángeles. Entre los lugares, incluyen; la carretera principal, Hollywood Hills, Angels Flight, Colorado Street Bridge, South Pasadena, Homer Laughlin Building (el gran mercado central de Los Ángeles), Hermosa Beach y las Torres Watts, con muchas escenas que fueron rodadas en una sola toma. Se tomaron aproximadamente 40 días para terminar de completarlas, terminando a mediados de septiembre de 2015.
La escena de apertura de los pre créditos fue la primera en ser rodada, y fue filmada en una parte cerrada de la carretera para poder tener a los coches en la ciudad de Los Ángeles, que conecta la autopista 105 hasta la 110, que conduce hacia el centro de la ciudad. La escena fue filmada en un lapso de dos días, y requirió más de 100 bailarines. Para esta escena en particular, Chazelle quería dar una idea de la inmensidad de la ciudad. La escena fue planeada originalmente para un tramo de carretera a nivel del suelo, hasta que Chazelle decidió rodar en el intercambio de las autopistas 105-110, desde el aire, a 10 pies de altura. El diseñador de producción David Wasco, dijo, "pensé que alguien iba a caer" porque no se bloqueó cada porción de la carretera. Chazelle comparó la escena para el camino amarillo que conduce hacia Emerald City en la película El mago de Oz de 1939.
Chazelle exploró "viejos lugares", especialmente lugares que estaban en ruinas, o quizá fueron arrasados. Un ejemplo de ello se encuentra filmando en el Angels Flight, un tranvía construido en 1901. El funicular había sido cerrado en 2013 después de un descarrilamiento. Se hicieron intentos para reparar y volver a abrir la vía férrea, pero fue en vano. Sin embargo, el equipo de producción fue capaz de obtener el permiso para utilizarlo durante un día. Chazelle y su tripulación a continuación, dispuestos para que se ejecute durante la toma. Mia trabaja en una cafetería cerca de un montón de estudios cinematográficos, que Chazelle ve como "monumentos" de Hollywood. El diseñador de producción, Wasco, creó numerosos carteles viejos de cine. Chazelle ha creado ocasionalmente nombres para ellos, la decisión de utilizar el título de su primer largometraje, Guy y Madeline, sería la misma idea de poder utilizar el mismo método, pero que parezcan como si presentasen a un musical de los años treinta.
La escena que fue también llamada como "hora mágica del momento" del atardecer, tomó ocho tomas y dos días para grabarla. Es la escena cuando Gosling y Stone bailan juntos en el atardecer después de salir de una fiesta. Después de trabajar con la escena, Stone finalmente dijo "todo el mundo acaba de estallar". Gosling y Stone no eran artistas de Broadway, los dos hicieron una serie de errores, especialmente durante el tiempo individual en los números musicales eran ininterrumpidas. Sin embargo, Chazelle era muy simpático hacia ellos, la comprensión de su falta de experiencia y no ocupándose de sus errores. Durante el rodaje de Sebastián y el primer baile de Mia juntos, Stone tropezó con la parte posterior de un banco, pero sin importarle el incidente continuó derecha hacia arriba y siguió adelante con la escena.

### Diseño de vestuario
Mary Zophres, directora de vestuario del filme, se inspiró en escenas de El amor está en el aire o Cantando bajo la lluvia. "Después de tener varias conversaciones con Damien (Chazelle) me quedó claro que íbamos hacer la versión moderna de un musical, pero a la vez se tenía que parecer a los de la Era Dorada de Metro-Goldwyn-Mayer. Queríamos tener un pie en la puerta de la realidad y otro en la de la fantasía (...) Me quería acercar a cómo la gente se viste en el siglo XXI pero tener en cuenta que los dos personajes son amantes de la historia y del pasado, entonces tomé siluetas de las épocas pasadas y los entallé a sus cuerpos, y así lo logramos".
Zophres revivió los vestidos midi con estampados de flores, los cuellos, las faldas de lápiz, los lunares y los ruffles, con un toque moderno, especialmente para Emma Stone. Para Mía (Emma Stone) se inspiró en fotos de Grace Kelly, Catherine Deneuve e Ingrid Bergman. "Emma Stone se ve muy bien con líneas limpias, entonces juntas trabajamos en los escotes que iba a llevar". En lo que respecta a los protagonistas, Zophres detalla que Sebastian (Ryan Gosling) es "un hombre muy formal, no va a salir de la casa con una camiseta y jeans".
Zophres confiesa también que fue mucho más sencillo diseñar el vestuario para Emma y Ryan porque ya había trabajado con ellos anteriormente, ya conocía sus cuerpos y el tipo de líneas que le quedaban a cada uno.

## Música
Las canciones y banda sonora original de La La Land fueron compuestas y llevadas a cabo por la orquesta de Justin Hurwitz, compañero en la universidad de Chazelle en Harvard. Además, también trabajó en películas anteriores junto a él. Las letras fueron escrita por Pasek y Paul, a excepción de «Start a fire», que fue escrito por John Stephens, Hurwitz, Marius De Vries y Angelique Cinelu.
La banda sonora de la película fue lanzada el 9 de diciembre de 2016 bajo la discográfica de Interscope Records, con selecciones de las composiciones de Hurwitz y canciones interpretadas por el elenco.

## Estreno

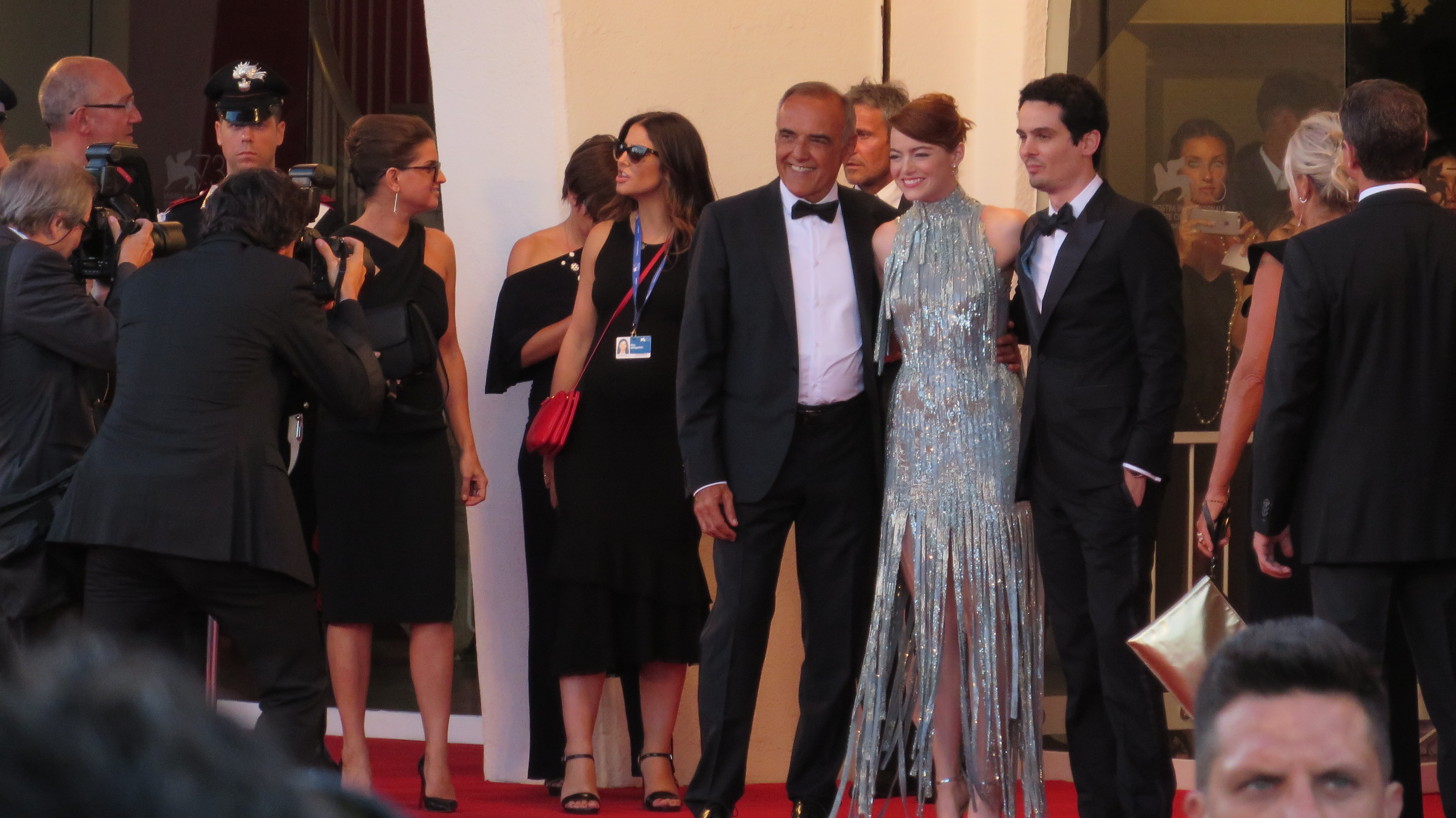
La actriz Emma Stone y el director Damien Chazelle presentando la película en el Festival Internacional de Cine de Venecia en 2016

La La Land tuvo su primer mundial en la inauguración del Festival Internacional de Cine de Venecia, el 31 de agosto de 2016. La película también tuvo una exhibición en el Festival de Cine de Telluride, en el Festival Internacional de Cine de Toronto el 12 de septiembre de 2016, en el Festival de Cine de Londres, el Festival de Cine de Middleburg a finales de octubre de 2016, el Festival de Cine de Virginia celebrado en la Universidad de Virginia el 6 de noviembre de 2016, AFI Fest el 15 de noviembre de 2016.
La película fue fijada inicialmente para un estreno del 15 de julio de 2016, sin embargo en marzo de 2016 se anunció que la película se daría una versión limitada el 2 de diciembre de 2016 antes de estrenarla en todo el país, el 16 de diciembre. Chazelle admite que el cambio fue porque sentía que la fecha de lanzamiento no era la correcta para el contexto de la película y ya que quería tenerla puesta en marcha a partir de festivales de cine. Posteriormente fue retrasada una semana hasta el 9 de diciembre, con el extenso estreno aún prevista para el 16 de diciembre. Lionsgate abrió la película en cinco localizaciones el 9 de diciembre, se extiende a cerca de 200 cines el 16 de diciembre antes de ir nacional en el 25 de diciembre. La compañía espera que la película vaya totalmente de par en par hasta enero de 2017.
La La Land se estrenó en el Reino Unido el 13 de enero de 2017. Se espera que la película sea estrenada en los Países Bajos el 22 de diciembre y en Australia el 26 de diciembre, con el resto de los territorios planeados para un estreno a partir de mediados de enero de 2017.
| Fechas de estreno (Fuente: IMDb) | |                | |
| País                             | Fecha de estreno                                                                                          | País           | Fecha de estreno |
| Italia                           | 31 de agosto de 2016 (Festival de Venecia)                                                                | Estados Unidos | 2 de septiembre de 2016 (Telluride Film Festival) 6 de octubre de 2016 (Mill Valley Film Festival) 13 de octubre de 2016 (Chicago International Film Festival) 9 de diciembre de 2016 (estreno limitado) |
| Canadá                           | 12 de septiembre de 2016 (Toronto International Film Festival) 25 de diciembre de 2016 (estreno limitado) | Suiza          | 25 de septiembre de 2016 (Festival de Cine de Zúrich) |
| Reino Unido                      | 7 de octubre de 2016 (London Film Festival)                                                               | Corea del Sur  | 9 de octubre de 2016 (Busan International Film Festival) |
| Austria                          | 2 de noviembre de 2016 (Vienna International Film Festival)                                               | Polonia        | 12 de noviembre de 2016 (presentación oficial) 20 de enero de 2017 (estreno limitado) |
| India                            | 23 de noviembre de 2016 (Mumbai Film Festival) 16 de diciembre de 2016 (estreno lmitado)                  | Israel         | 8 de diciembre de 2016 (limitado) |
| Singapur                         | 8 de diciembre de 2016 (limitado)                                                                         | Lituania       | 9 de diciembre de 2016 (limitado) |
| Pakistán                         | 9 de diciembre de 2016 (limitado)                                                                         | Taiwán         | 9 de diciembre de 2016 (limitado) |
| Emiratos Árabes Unidos           | 10 de diciembre de 2016 (Dubai International Film Festival)                                               | Croacia        | 15 de diciembre de 2016 (limitado) |
| Bulgaria                         | 16 de diciembre de 2016 Kinomania)                                                                        | Estonia        | 16 de diciembre de 2016 (limitado) |
| Argentina                        | 22 de diciembre de 2016 (estreno limitado, solo en cines)                                                 | Colombia       | 22 de diciembre de 2016 (estreno limitado, solo en cines) |
| Grecia                           | 22 de diciembre de 2016 (estreno limitado)                                                                | Países Bajos   | 22 de diciembre de 2016 (estreno limitado) |
| Rumania                          | 23 de diciembre de 2016 (limitado)                                                                        | Hungría        | 29 de diciembre de 2016 (limitado) |
| Kuwait                           | 29 de diciembre de 2016 (limitado)                                                                        | Tailandia      | 29 de diciembre de 2016 (limitado) |
| Turquía                          | 30 de diciembre de 2016 (limitado)                                                                        | Líbano         | 5 de enero de 2017 (limitado) |
| Brasil                           | 19 de enero de 2017 (limitado)                                                                            | Chile          | 19 de enero de 2017 (limitado) |
| España                           | 13 de enero de 2017 (limitado)                                                                            | México         | 21 de octubre de 2016 (Festival Internacional de Cine de Morelia) 20 de enero de 2017 (limitado) 3 de febrero de 2017 (estreno nacional)                                                                 |
| Venezuela                        | 20 de enero de 2017 (limitado)                                                                            | Perú           | 19 de enero de 2017 (limitado) |
| Bolivia                          | 26 de enero de 2017 (limitado)                                                                            | Japón          | 24 de febrero de 2017 (limitado) |

## Recepción

### Recaudación en taquilla
A partir del 5 de abril de 2017, La La Land ha recaudado $150.5 millones de dólares en Estados Unidos y Canadá y $286 millones en otros territorios por un total mundial de $436.5 millones, contra un presupuesto de producción de $ 30 millones. Deadline.com calculó que la ganancia neta de la película sería de 68,25 millones de dólares, al tener en cuenta todos los gastos e ingresos de la película, convirtiéndose en una de las 20 más rentables de 2016.
La La Land comenzó su estreno en salas con una versión limitada en cinco cines en Los Ángeles y Nueva York el 9 de diciembre. Ganó $881.104 dólares en su primer fin de semana, dando a la película un promedio por cine de 176.221 dólares, el mejor promedio del año.
En su segunda semana de estreno limitado, la película se expandió a 200 salas y recaudó $4.1 millones, terminando 7.º lugar en la taquilla. Fue un aumento del 366% respecto a la semana anterior y buena para un cine por $20.510. La semana siguiente, la película tuvo su amplia expansión a 734 cines, recaudando $5.8 millones para el fin de semana (incluyendo $ 4 millones el día de Navidad y $ 9.2 millones durante los cuatro días), y terminando en octavo lugar en la taquilla. El 6 de enero de 2017, el fin de semana de los Globos de Oro, la película se expandió a 1.515 salas y recaudó $10 millones durante el fin de semana, finalizando en 5.º lugar en la taquilla. En su sexta semana de lanzamiento, la película recaudó 14,5 millones de dólares (un total de 16,9 millones de dólares durante el fin de semana de cuatro días de MLK), terminando en segundo lugar en la taquilla detrás de Hidden Figures. Después de recibir sus 14 nominaciones al Oscar, la película se expandió a 3.136 salas el 27 de enero de 2017 (un aumento de 1.271 de la semana anterior) y recaudó 12,1 millones de dólares (un 43% más que los 8,4 millones de la semana previa). Durante el fin de semana del 24-26 de febrero (el fin de semana de los premios de la Academia) la película recaudó $ 4.6 millones, exactamente la misma cantidad que recaudó el fin de semana anterior. a semana siguiente, después de ganar sus seis Oscar, la película recaudó $ 3 millones.

### Recepción crítica
La La Land fue recibida con elogios de la crítica, dirigidos al guion y dirección de Chazelle, las actuaciones de Gosling y Stone, la partitura musical de Hurwitz y los números musicales de la película. El sitio web de comentarios Rotten Tomatoes da a la película una calificación de aprobación del 93%, basada en 307 revisiones, con una calificación promedio de 8,7/10. El consenso crítico del sitio dice: «La La Land da una nueva vida en un género pasado con la dirección emocionante, asegurada, funcionamientos de gran alcance, y un irresistible excedente del corazón». En Metacritic, que asigna una calificación normalizada, la película tiene una puntuación de 94 sobre 100, basado en 39 revisiones, lo que indica "aclamación universal".
Peter Travers de Rolling Stone nombró a La La Land su película favorita de 2016. Peter Bradshaw, de The Guardian, otorgó a la película cinco de cinco estrellas, describiéndola como «una obra maestra soplada por el sol».
Tom Charity de Sight & Sound dice: «Chazelle ha elaborado esa cosa rara, una comedia genuinamente romántica y, además, una rapsodia en azul, rojo, amarillo y verde». Diana Dabrowska, de Cinema Scope, escribió: «La La Land puede parecer el mundo con el que soñamos, pero también entiende la crueldad que puede salir de (o socavar) esos sueños, es filmada en CinemaScope y, sin embargo, sigue siendo una obra maestra íntima».
Tom Hanks elogió la película, particularmente su originalidad, y declaró: «Cuando ves algo que es nuevo, que no puedes imaginar, y piensas “bien, gracias a Dios esto aterrizó”, porque creo que una película como La La Land sería un anatema para los estudios, número uno, es un musical y nadie conoce las canciones».
Ángel Sala, el director del Festival de Sitges dijo: «La La Land triunfa porque es un producto actual, propio de nuestra época hipermoderna, capaz de atender a los que solo aprecian el “índie” más aparente y a los que abrazan el “mainstream” más tradicional. Juega a ser el Cantando bajo la lluvia que exponga los sueños rotos y reconstruidos digitalmente de una generación milenial que se abre camino en el desierto de lo real del Hollywood de hoy, para lo que ni bordados rostros tan actuales como los de Emma Stone y Ryan Gosling. Pero Chazelle termina conduciendo su película a lo evidente, agolpa referencias no reproducibles ni asumidas, dejando un regusto de deja vu, como una puesta al día de experimentos más satisfactorios como Corazonada de Coppola, Principiantes de Julian Temple o Todos dicen I love you de Woody Allen, sin olvidar la cansina oda al de por sí cansino Jacques Demy. No hay método, solo cita y subrayado atonal en un conjunto que pretende ser empático convirtiéndose en extrañamente antipático con su obsesión por caer bien a todo el mundo».

## Reconocimientos
La La Land ha recibido un total de catorce nominaciones en los Premios Oscar, cifra que iguala a la película Titanic, dirigida por James Cameron en 1997 y Todo sobre Eva, dirigida por Joseph L. Mankiewicz en 1950, de las cuales logró obtener seis galardones; y dos nominaciones en el Festival de Venecia. Emma Stone ganó la Coppa Volpi para mejor actriz en el Festival de cine de Venecia, y la película compitió para llevarse el León de Oro. Por otro lado las nominaciones en los Oscar incluyen las siguientes categorías: Mejor Película, Mejor Director (ganadora), Mejor Actor, Mejor Actriz (ganadora), Mejor Guion Original, Mejor Fotografía (ganadora), Mejor Montaje, Mejor Diseño de Vestuario, Mejor Banda Sonora Original (ganadora), Mejor canción original ("City of Stars" y "Audition (The Fools Who Dream)")(ganadora "City of Stars"), Mejor Dirección de Arte (ganadora), Mejor Edición, Mejor Sonido y Mejor Diseño de Producción. 
En la entrega 74 de los Golden Globe Awards, La La Land recibió siete premios de las siete nominaciones a los que optaba, batiendo el récord de más Golden Globe Awards ganados en una ceremonia. La La Land también ha recibido cinco Premios BAFTA de once nominaciones en total y ha ganado ocho premios en los Premios de la Crítica Cinematográfica, entre otros.

## Posible adaptación de la obra
De acuerdo con el éxito de taquilla que la película ha logrado alcanzar, ha sido recibida con gran demanda de una posible adaptación en Broadway. También, el estudio Lionsgate ya expreso su gran interés en la adaptación dicha obra. El actor Ryan Gosling también ha insinuado la posibilidad de protagonizar una producción de este tipo nuevamente.

## Formato doméstico
El 12 de marzo de 2017, Lionsgate anunció la fecha de lanzamiento de La La Land en Digital HD el 11 de abril de 2017 y Blu-ray, Ultra HD Blu-Ray y DVD el 25 de abril de 2017. En 2022, fue lanzada en la plataforma de streaming HBO Max.

## Adaptación al teatro y musical
En febrero de 2023 se dio a conocer, por parte de Lionsgate, que la cinta estaba siendo adaptada al teatro, con el objetivo de convertirse en un musical de Broadway.